# Eutettix ramosus
Eutettix ramosus är en insektsart som beskrevs av Melichar 1905. Eutettix ramosus ingår i släktet Eutettix och familjen dvärgstritar. Inga underarter finns listade i Catalogue of Life.